# Liste von Persönlichkeiten der Stadt Verl
In dieser Liste sind Personen aufgeführt, die in der deutschen Stadt Verl geboren worden sind oder zu dieser Stadt in einer besonderen Beziehung stehen.

## Söhne und Töchter der Stadt
In Verl geboren wurden:
| Bild | Geburtsjahr | Name                        | Sterbejahr | Beruf                                           |
| ---- | ----------- | --------------------------- | ---------- | ----------------------------------------------- |
|      | 1777        | Johann Christoph Bernsmeyer | 1858       | Franziskanerpater                               |
|      | 1789        | Johannes Otto Bredeick      | 1858       | Pastor, Gründer der Stadt Delphos in Ohio (USA) |
|      | 1839        | Joseph Kolkmann             | 1880       | Rechtswissenschaftler                           |
|      | 1910        | Katherine Allfrey           | 2001       | Kinder- und Jugendbuchautorin                   |
|      | 1930        | Norbert Johannimloh         |            | Schriftsteller                                  |
|      | 1931        | Werner-Jakob Korsmeier      |            | Bildhauer und Künstler                          |
|      | 1935        | Hans Franzen                | 1993       | Sänger                                          |
|      | 1938        | Wilhelm Tacke               |            | Pädagoge, Historiker und Schriftsteller         |
|      | 1943        | Joachim Milberg             |            | Ingenieur und Manager                           |
|      | 1946        | Elmar Brok                  |            | Politiker (CDU) und ehemaliger Manager          |
|      | 1947        | Wilhelm Steckling           |            | Oblate der Makellosen Jungfrau Maria            |
|      | 1948        | Ludger Stratmann            | 2021       | Arzt und Kabarettist                            |
|      | 1949        | Roland Berens               |            | Bluesmusiker und Songschreiber                  |
|      | 1950        | Hubert Berenbrinker         |            | Weihbischof                                     |
|      | 1950        | Dieter Brei                 |            | Fußballspieler und -trainer                     |
|      | 1951        | Christian Stratmann         |            | Prinzipal                                       |
|      | 1956        | Alois Fortkord              |            | Fußballspieler                                  |
|      | 1965        | Hubert Erichlandwehr        |            | Bürgermeister von Schloß Holte-Stukenbrock      |
|      | 1969        | Stefan Hillebrand           |            | Filmproduzent, Drehbuchautor und Regisseur      |
|      | 1985        | Sören Brandy                |            | Fußballspieler                                  |

## Weitere Persönlichkeiten
Keine gebürtigen Verler, die aber in der Stadt wirken oder gewirkt haben, sind:
| Bild | Geburtsjahr | Name                              | Sterbejahr | Beruf | Bezug zu Verl |
| ---- | ----------- | --------------------------------- | ---------- | --- | --- |
|      | 1711        | Wenzel Anton von Kaunitz-Rietberg | 1794       | österreichischer Staatsmann, Reichshofrat und Diplomat | Erbauer der St.-Anna-Kirche |
|      | 1842        | Ferdinand Kühlmann                | 1929       | Domkapitular | Er errichtete das Verler Krankenhaus. Im zu Ehren wurde nach seinem Tod die Verbindungsstraße zwischen der St.-Anna-Kirche und dem Krankenhaus nach ihm benannt. Der angeschlossene Kühlmannplatz ist heute der Schulhof des Gymnasiums Verl. |
|      | 1885        | Ernst Meurin                      | 1970       | Autor und Kreisheimatpfleger | Meurin unterrichtete über 43 Jahre als Lehrer in Verl-Bornholte, wo er 1920 zu den Mitbegründern des Heimatvereins gehörte. Nach ihm ist die südlich vom Ortszentrum gelegene Ernst-Meurin-Straße benannt. |
|      | 1939        | Franz-Josef Balke                 |            | Politiker (CDU), ehemaliger Landrat des Kreises Gütersloh | Von 1975 bis 1992 saß Balke im Verler Gemeinderat und war von 1973 an ein Kreistagsmitglied in Gütersloh. |
|      | 1956        | Paul Hermreck                     |            | Versicherungskaufmann und Politiker (CDU) | Von 2004 bis 2015 war er Bürgermeister der Stadt Verl. |
|      | 1958        | Detlef Karsten                    | 2017       | Zeitgenössischer Künstler | Von 2007 bis zu seinem Tod 2017 lebte und arbeitete Karsten in der Stadt. |
|      | 1959        | Franziska Röchter                 |            | Dichterin und Autorin | Röchter lebt in Verl. |
|      | 1966        | Michael Esken                     |            | Politiker (CDU), von 2015 bis 2023 Bürgermeister der Stadt Verl. Seit dem 15. September 2023 ist er Präsident der Gemeindeprüfungsanstalt Nordrhein-Westfalen (gpaNRW). | Esken wuchs auf einem Geflügelhof in Verl-Kaunitz auf und war später als Rechtsanwalt in Verl tätig. Von 1989 bis 2002 war er Mitglied des damaligen Gemeinderates und vertrat Verl als direkt gewähltes Kreistagsmitglied von 1994 bis 2003. Von 2003 bis 2015 war Michael Esken Bürgermeister der sauerländischen Stadt Hemer (Märkischer Kreis). |
|      | 1970        | Jörg Sundermeier                  |            | Journalist und Verleger | Sundermeier wuchs in Verl auf. |
| true | 1979        | Arne Friedrich                    |            | Fußballspieler | Friedrich spielte in der Saison 1999/2000 in 31 Spielen für den Fußballverein SC Verl |
|      | 1985        | Heinrich Schmidtgal               |            | Fußballspieler | Schmidtgal spielte von 2003 bis 2007 für den Fußballverein SC Verl. |